# EarthCARE
EarthCARE（アースケア、Earth Clouds, Aerosols and Radiation Explorer）は、欧州宇宙機関 (ESA) と日本の宇宙航空研究開発機構 (JAXA) および情報通信研究機構 (NICT) が共同で開発した地球観測衛星。JAXAは打ち上げ後に使用する和名愛称をはくりゅうと命名しており、ESAでもこのJAXAによる名称をWhite Dragonとして紹介している。2024年5月29日7時20分にスペースXのファルコン9ロケットによって米カリフォルニア州ヴァンデンバーグ宇宙軍基地から打ち上げられた。

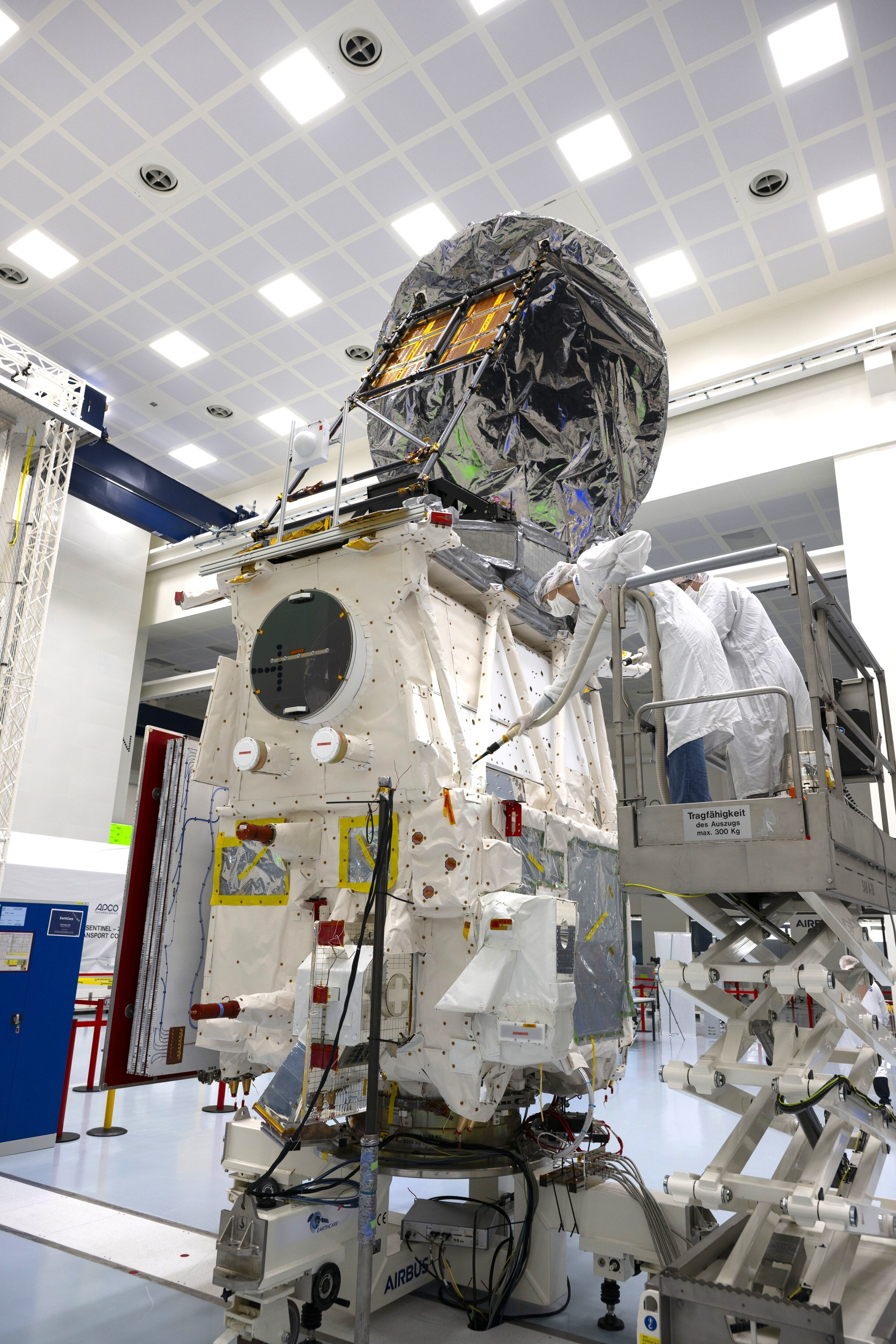
出荷前のEarthCARE

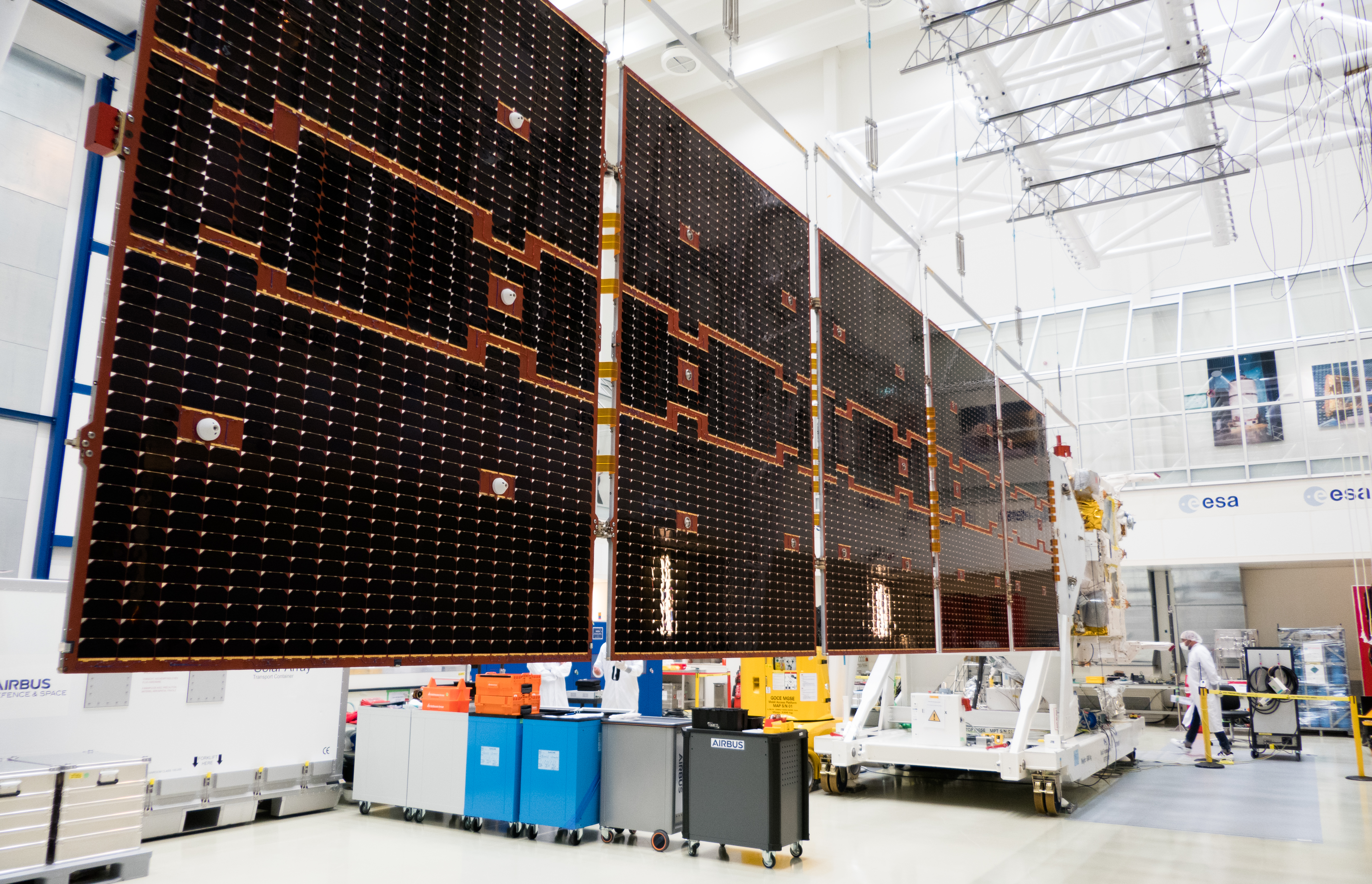
展開された太陽電池パドル

搭載する4種類のセンサで地球全球の雲およびエアロゾルの鉛直分布や鉛直方向の移動速度を観測し、雲・エアロゾルの全球の三次元構造をモデル化するためのデータを提供して、気候変動予測シミュレーションの精度を向上させることを目的としている。雲やエアロゾルは気候・気温に直結する放射収支に大きな影響を与えると考えられているが、CO2などの温室効果ガスよりも科学的理解度が低く、本機の観測成果により地球の温度変化メカニズム解明へ貢献することが期待されている。

## 概要
EarthCARE計画は、ESAの進めている地球観測計画 (The Living Planet Programme) において、GOCE、SMOS、ADM-Aeolus、CryoSat-2、SWARMに続く第6次Earth Explore Missionとして、2003年に選定された。
日本においては、国家基幹技術の一つである海洋地球観測探査システムの一部として、二酸化炭素観測衛星いぶき・全球降水観測計画GPM/DPR・水循環変動観測衛星しずく（GCOM-W）等の地球観測衛星の一端を担う。雲観測用センサであるCPR (Cloud Profiling RADAR) を提供することで日本の技術的優位性を保ち、全球地球観測システム (GEOSS) 10年計画に対する日本の貢献として位置づけられている。
2008年6月、打ち上げを2013年とすることが決定された。2009年9月から行われた基本設計審査において大気ライダの設計に問題があることが発覚し、それに伴う設計変更のため打ち上げは2016年に延期され、その後も度々延期された。打ち上げロケットも当初は南米の仏領ギアナからロシアのソユーズで打ち上げる計画だったところ、2022年に始まったウクライナ侵攻以降は西側諸国がソユーズを使うことができなくなり、一旦はVega-Cによる計画に変更されるが同ロケットが打上げ失敗から飛行再開が不透明となったことから、結局はファルコン9によって打ち上げられた。
衛星の運用はESAが担当し、管制はドイツにあるESOC、観測データはイタリアにあるESRINに集約される。

## 観測装置
4種類の異なる性質のセンサを搭載し、同時に観測することで多元的なシナジー効果が期待されている。

### 大気ライダ (ATLID, Atmospheric Lidar)
ESAの開発した高スペクトル分解LIDAR（HSRL）。粒子などの散乱を受信し、雲とエアロゾルの鉛直分布や形状を観測する。
- アクティブセンサ（パルスレーザ光）
- 波長帯：355nm（紫外域）
- 観測方向：直下より3°後方[14]
- 観測幅：幅32m以下[14]の1ピクセル
- 分解能：水平10km、垂直100km
- サンプリング間隔：水平280m×鉛直100m[14]
- 探知範囲：地上から高度40km[14]

### 雲プロファイリングレーダ (CPR, Cloud Profiling Radar)
JAXAとNICTが共同で開発した、94 GHzドップラー計測機能付きレーダ。衛星の進行方向前面に取り付けられており、鉛直方向100 m単位でのエコー強度とドップラー速度を測定することで、主に厚い雲の内部構造と鉛直移動速度を観測する。衛星搭載ミリ波アンテナは世界最大の直径2.5m、衛星搭載としては世界初のドップラー速度計測センサである。
- アクティブセンサ（レーダ）
- 中心周波数：94.050GHz（Wバンド）[11]
- 観測幅：幅約750mの1ピクセル
- 分解能：水平1km、垂直100m[16]
- サンプリング間隔：水平500m×鉛直100m[17]
- 探知高度範囲：最低 -1kmから、最高12kmまたは16km（高緯度地域）または20km（熱帯地域）（緯度に依存）[11][17][注釈 1]
- 送信電力：1,500W以上
- パルス幅：3.3μs

### 多波長イメージャ (MSI, Multi-Spectral Imager)
ESAの開発したイメージャ。7chのセンサで反射・放射を計測し雲やエアロゾルの水平分布を観測する。搭載センサで唯一衛星進行方向と直交する方向の観測をするセンサ。
- パッシブセンサ（プッシュブルーム方式スキャナ[18]）
- 観測波長帯[16]
  - バンド1：0.660μm - 0.680μm、VIS（可視光線）
  - バンド2：0.855μm - 0.875μm、VNIR（可視・近赤外）
  - バンド3：1.625μm - 1.675μm、SWIR1（短波長赤外）
  - バンド4：2.160μm - 2.260μm、SWIR2
  - バンド5：8.35μm - 9.25μm、TIR1（熱赤外）
  - バンド6：10.35μm - 11.25μm、TIR2
  - バンド7：11.55μm - 12.45μm、TIR3
- 観測幅：150km（進行方向 左115km、右35km[18][注釈 2]）
- 分解能：500m×500m

### 広帯域放射収支計 (BBR, Broadband Radiometer)
ESAの開発した放射収支計。衛星の前方・後方・直下の3方向からの放射輝度を統合して測定する。
- パッシブセンサ
- 観測波長帯
  - SW（短波長帯）：0.25μm - 4μm
  - LW（長波長帯）：0.25μm - 50μm
- 観測幅：直下・前方50°・後方50°の各1ピクセル[16]
- 分解能：10km×10km
- サンプリング間隔：1km[20]

## 類似目的の人工衛星
日本は、雲・エアロゾルを観測する気候変動観測衛星しきさい (GCOM-C)が2017年12月に打ち上げられた。しきさいは全球の水平分布を計測することが目的であるが、EarthCAREにおいては主に鉛直方向の分布・構造を観測することを目的としている。
2006年4月28日にはNASA等によって2機の雲・エアロゾル観測衛星クラウドサット・CALIPSOが打ち上げられ、観測が続けられている。EarthCAREはこれらの衛星を引き継ぐ形での観測が予定されている。

## JAXAの広報企画
2024年5月10日、JAXAはバーチャルYouTuber 宇推くりあとのコラボレーション企画を発表した。詳細は同月16日に発表され、JAXA公式YouTubeチャンネルによるEarthCAREの打ち上げライブ配信に、特別ゲストとして宇推くりあが参加することが明らかになった。